# Cordylospasta
Cordylospasta là một chi bọ cánh cứng trong họ Meloidae.
Chi này được miêu tả khoa học năm 1875 bởi G. Horn.

## Các loài
Các loài trong chi này gồm:
- Cordylospasta fulleri Horn, 1875
- Cordylospasta opaca (Horn, 1868)